# Aeropuerto de Apucarana
Aeropuerto de Apucarana (IATA: APU, OACI: SSAP),es el aeropuerto que da servicio a Apucarana, Brasil. Lleva el nombre del Capitán João Alexandre Busse (1886-1921), el primer aviador nacido en el estado de Paraná.
Es operado por el Municipio de Apucarana bajo la supervisión de Aeroportos do Paraná (SEIL).

## Aerolíneas y destinos
| Aerolíneas   | Destinos |
| ------------ | -------- |
| Aerosul      | Curitiba |
| Azul Conecta | Curitiba |

## Acceso
el aeropuerto se encuentra 9 km (6 mi) al sureste del centro de Apucarana.